# 殷德生
殷德生（英語：James Addison Ingle，1867年3月11日—1903年12月7日），美国圣公会传教士，汉口教区首任主教。

## 生平
1867年3月11日出生于美国马里兰州弗雷德里克，毕业于弗吉尼亚州亚历山大里亚圣公会中学和弗吉尼亚神学院。1891年6月7日由主教按立为牧师。同年受美国圣公会差会差遣，到达中国上海传教。后来他被派往汉口。
1902年，美国圣公会中国教区一分为二，殷德生成为新成立的汉口教区（鄂湘教区）首任主教，主教座堂设在汉口英租界鄱阳街。1903年殷德生去世，接任者为吴德施（Logan Herbert Roots）。